# ディロン・オーバートン
ディロン・レイ・オーバートン（Dillon Ray Overton, 1991年8月17日 - ）は、アメリカ合衆国・オクラホマ州クリントン出身の元プロ野球選手（投手）。左投左打。

## 経歴

### プロ入り前
2010年のMLBドラフト26巡目（全体803位）でボストン・レッドソックスから指名されたが、契約せずにオクラホマ大学へ進学した。

### プロ入りとアスレチックス時代
2013年のMLBドラフト2巡目（全体63位）でオークランド・アスレチックスから指名され、プロ入り。直後にトミー・ジョン手術を受けたため、この年は登板しなかった。
2014年は傘下のルーキー級アリゾナリーグ・アスレチックスとA-級バーモント・レイクモンスターズでプレーし、2球団合計で12試合に登板して0勝3敗・防御率1.95・53奪三振の成績を残した。
2015年はA+級ストックトン・ポーツ、AA級ミッドランド・ロックハウンズでプレーし、2球団合計で27試合に登板して7勝6敗・防御率3.43・106奪三振の成績を残した。
2016年は開幕をAAA級ナッシュビル・サウンズで迎え、6月25日にメジャー契約を結んで25人枠入りした。メジャーデビューとなった同日のロサンゼルス・エンゼルス戦では先発し、52⁄3回を3失点の投球でメジャー初勝利を挙げた。最終的には7試合に登板し、うち5試合で先発として投げたが、241⁄3回で48安打と12本塁打を浴び、防御率11.47と大炎上した。なお、AAA級ナッシュビルでは21試合に登板し（うち20試合が先発）、防御率3.29・13勝5敗という好成績を残した。

### マリナーズ時代
2017年1月26日にジェイソン・ゴールドスタインとのトレードで、シアトル・マリナーズへ移籍した。6月18日にマックス・ポブシーの昇格に伴ってDFAとなった。

### パドレス時代
2017年6月19日にウェイバー公示を経てサンディエゴ・パドレスへ移籍し、マイナー・オプションで傘下のAAA級エルパソ・チワワズへ配属された。8月29日にDFAとなり、31日にマイナー契約に切り替わった。
2018年はAAA級エルパソで7勝2敗、防御率2.90、2019年は10勝5敗、防御率5.46の成績を挙げたが、メジャー昇格の機会はなかった。
2020年は新型コロナウイルスの感染拡大に伴いマイナーリーグが開催中止となったため、公式戦でプレーすることはなかった。

### 楽天モンキーズ時代
2020年12月21日、CPBLの楽天モンキーズと契約した。
2021年は17試合に登板して8勝2敗の成績を挙げていたが、9月25日に家庭の事情により帰国し、球団との話し合いの末退団することとなった。

### ロッキーズ傘下時代
2022年2月10日にコロラド・ロッキーズとマイナー契約を結んだ。開幕後はAAA級アルバカーキ・アイソトープスに所属していたが、7月8日に現役引退が発表された。

## 詳細情報

### 年度別投手成績
| 年 度     | 球 団      | 登 板 | 先 発 | 完 投 | 完 封 | 無 四 球 | 勝 利 | 敗 戦 | セ 丨 ブ | ホ 丨 ル ド | 勝 率 | 打 者 | 投 球 回 | 被 安 打 | 被 本 塁 打 | 与 四 球 | 敬 遠 | 与 死 球 | 奪 三 振 | 暴 投 | ボ 丨 ク | 失 点 | 自 責 点 | 防 御 率 | W H I P |
| --------- | ---------- | ----- | ----- | ----- | ----- | -------- | ----- | ----- | -------- | ----------- | ----- | ----- | -------- | -------- | ----------- | -------- | ----- | -------- | -------- | ----- | -------- | ----- | -------- | -------- | ------- |
| 2016      | OAK        | 7     | 5     | 0     | 0     | 0        | 1     | 3     | 0        | 0           | .250  | 128   | 24.1     | 48       | 12          | 7        | 0     | 1        | 17       | 1     | 0        | 31    | 31       | 11.47    | 2.26    |
| 2017      | SEA        | 9     | 1     | 0     | 0     | 0        | 0     | 0     | 0        | 0           | ----  | 79    | 18.1     | 21       | 4           | 2        | 1     | 0        | 8        | 3     | 0        | 15    | 13       | 6.38     | 1.25    |
| 2017      | SD         | 1     | 1     | 0     | 0     | 0        | 0     | 1     | 0        | 0           | .000  | 24    | 4.2      | 9        | 2           | 2        | 1     | 1        | 3        | 0     | 0        | 4     | 4        | 7.71     | 2.36    |
| '17計     | SD         | 10    | 2     | 0     | 0     | 0        | 0     | 1     | 0        | 0           | .000  | 103   | 23.0     | 30       | 6           | 4        | 2     | 1        | 11       | 3     | 0        | 19    | 17       | 6.65     | 1.48    |
| 2021      | 楽天(CPBL) | 17    | 9     | 0     | 0     | 0        | 8     | 2     | 0        | 0           | .800  | 243   | 57.2     | 59       | 3           | 16       | 0     | 1        | 55       | 0     | 2        | 27    | 24       | 3.75     | 1.30    |
| MLB：2年  | MLB：2年   | 17    | 7     | 0     | 0     | 0        | 1     | 4     | 0        | 0           | .200  | 231   | 47.1     | 78       | 18          | 11       | 2     | 2        | 28       | 4     | 0        | 50    | 48       | 9.13     | 1.88    |
| CPBL：1年 | CPBL：1年  | 17    | 9     | 0     | 0     | 0        | 8     | 2     | 0        | 0           | .800  | 243   | 57.2     | 59       | 3           | 16       | 0     | 1        | 55       | 0     | 2        | 27    | 24       | 3.75     | 1.30    |

### 背番号
- 47（2016年）
- 60（2017年）
- 13（2021年）